# کادنیکوف
شهر کادنیکوف (به روسی: Кадников) در کشور روسیه و در اوبلاست ولوگدا واقع شده‌است.